# Mitsubishi Carisma
Der Mitsubishi Carisma ist ein Pkw-Modell des japanischen Herstellers Mitsubishi, welches von Sommer 1995 bis Ende 2004 zusammen mit dem Volvo S40/V40 in den Niederlanden produziert wurde.
Technisch teilt sich der Wagen folglich einige Komponenten mit Volvo, aber auch mit Renault, z. B. das Getriebe. Allerdings ist nicht in jedem Fahrzeug ein solches Getriebe verbaut. Man erkennt betreffende Fahrzeuge an der für Renault typischen Rückwärtsgangarretierung, die zum Einlegen des Rückwärtsgangs das Anheben eines Rings unterhalb des Schaltknaufs erforderlich macht. Mit Renault-Getriebe sind die 1,6- und 1,8-l-Motoren (auch der MSX) ausgestattet – der GDI hingegen verfügt über Mitsubishi-Getriebe.

## Carisma (DA1A, 1995–1999)
Im Sommer 1995 wurde der Mitsubishi Carisma als Fließheck der Öffentlichkeit vorgestellt.
Er ist der erste in den Niederlanden bei NedCar (einem Joint Venture zwischen Volvo, Mitsubishi und dem niederländischen Staat) produzierte Mitsubishi. Er zeichnet sich durch einen für seine Klasse großen Innenraum aus. Der Carisma wurde zunächst mit einem 1,6- und 1,8-Liter-Vierzylinder-Ottomotor mit 66 kW (90 PS) beziehungsweise 85 kW (115 PS) angeboten.
Im Herbst 1996 folgte eine klassische Stufenhecklimousine mit etwas mehr Kofferraumvolumen (480 Liter statt 430 Liter). Diese Version ist eine hauseigene stärker motorisierte und deswegen auch teurere Alternative zum gleichzeitig eingeführten und etwas kleineren Lancer, jedoch deutlich unbeliebter als das Fließheck. Zeitgleich mit der Stufenheckversion hielt ein Dieselmotor in den Carisma Einzug. Er stammte aus dem Renault 19 und leistete aus 1,9 Litern Hubraum 66 kW (90 PS).
Im Sommer 1997 wurde der Carisma zum Innovationsträger für Mitsubishi in Europa:
Er erhielt den 1,8-Liter-GDI-Motor mit 92 kW (125 PS), der den konventionellen 1,8-Liter-Motor ablöste. Dabei handelt es sich um den ersten in Großserie in Europa angebotenen Benzinmotor mit Direkteinspritzung. Als Stufenheckversion wurde der Carisma 1,8 GDI auch für kurze Zeit nach Japan exportiert.
In Europa gab es den Carisma in folgenden Ausstattungen: GL, GLX/LX sowie als GLS/LS, sowie einige Sondermodelle wie GDI EXE oder MSX mit 103 kW (140 PS).
Der GDI-Direkteinspritzer ist ein sehr sparsamer Motor, welcher bei entsprechender Wartung auch hohe Kilometerleistungen erreichen kann, weiterhin haben sich diese Motoren als sehr zuverlässig erwiesen.
Für den GDI-Motor sprechen der günstige Verbrauch und die Motorleistung. Nachteilig ist die durch die Abgasrückführung mögliche Verkokung des Ansaugtraktes, die den Verbrauch und das Ansprechverhalten des Motors beeinträchtigen kann.

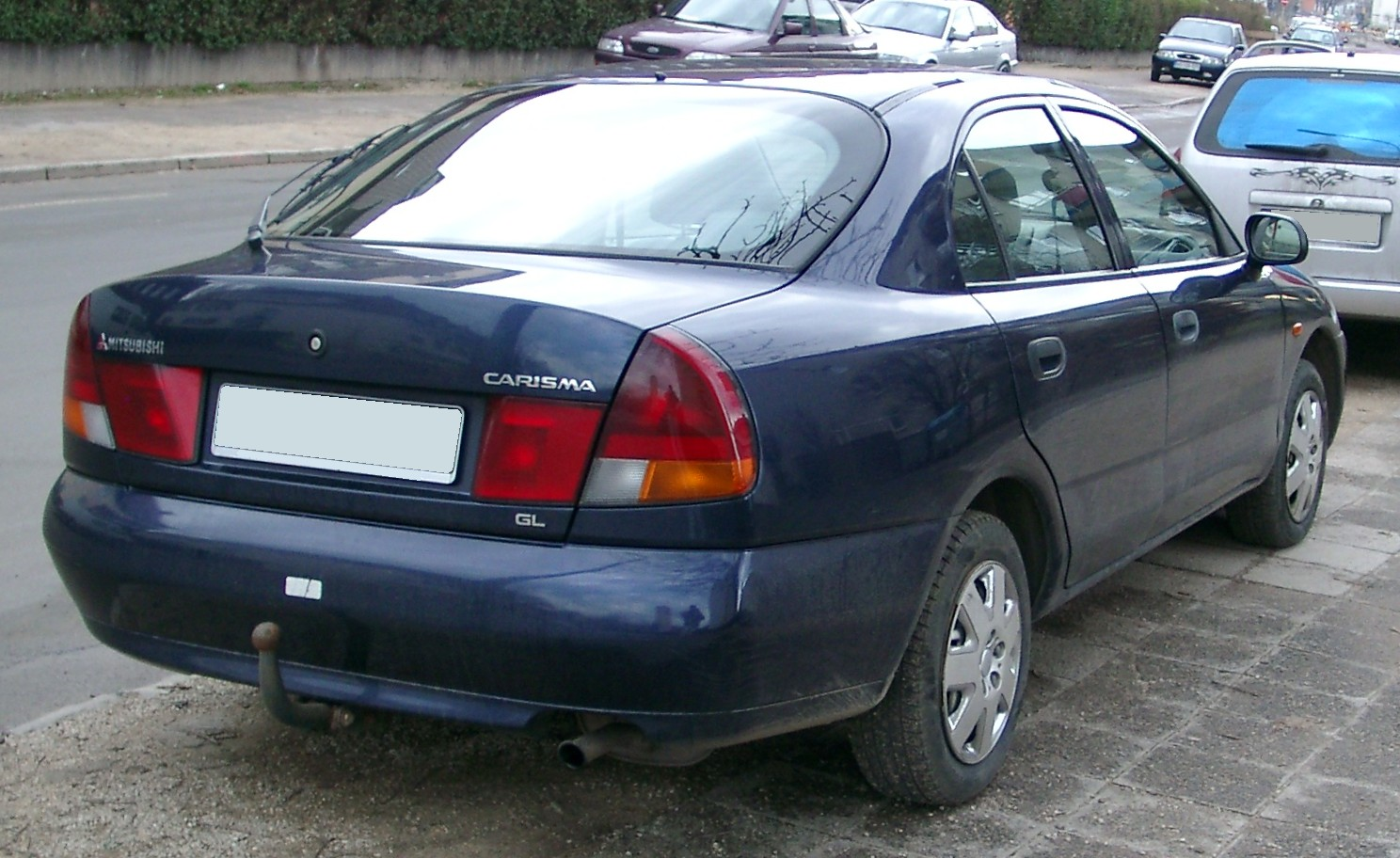
Heckansicht
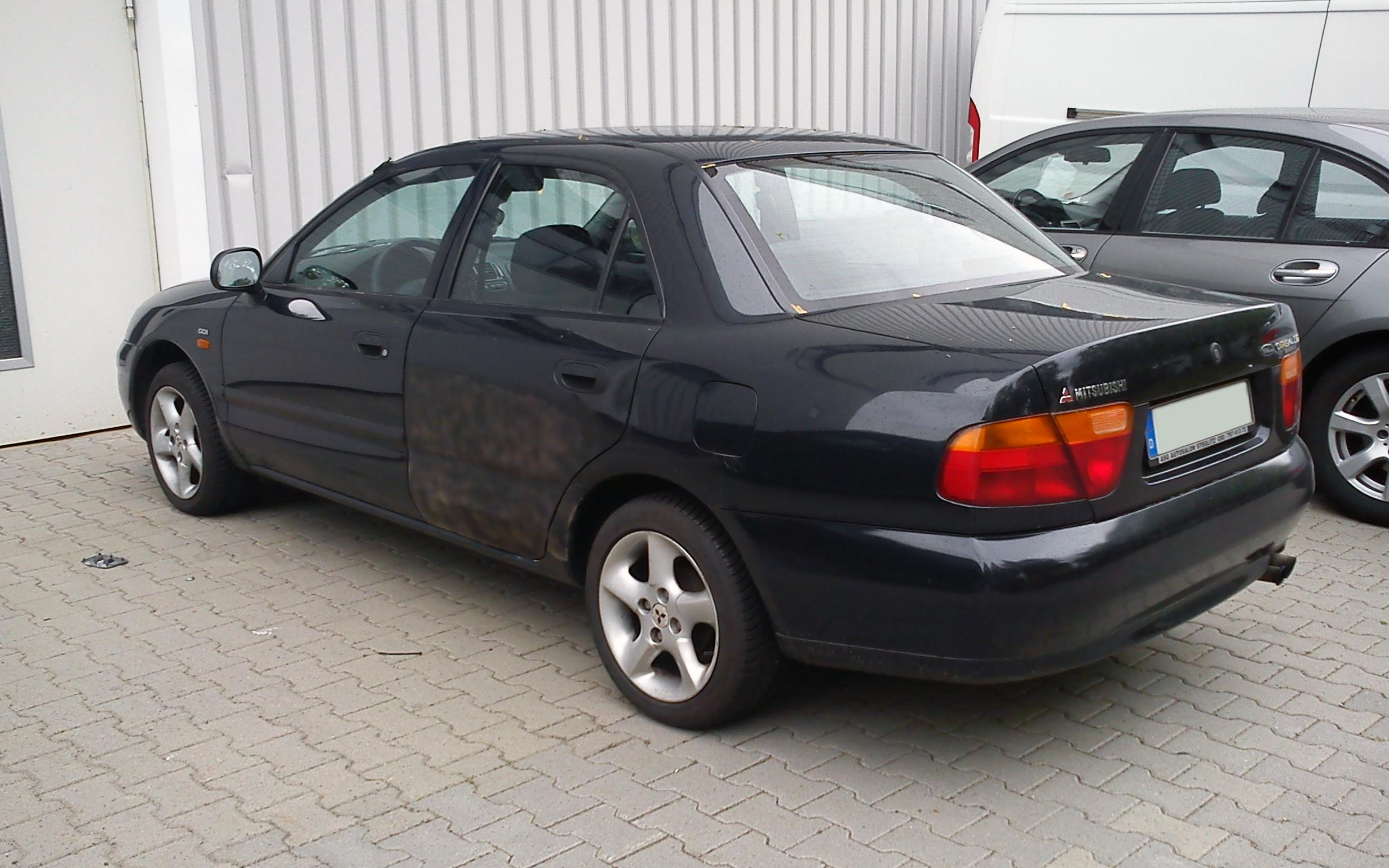
Mitsubishi Carisma Stufenheck (1996–1999)

### Technische Daten
|                                             | 1.6                        | 1.8                        | 1.8 MSX 1             | 1.8 GDI                           | 1.9 TD                     |
| Bauzeitraum                                 | 07.1995–05.1999            | 07.1995–07.1997            | 07.1995–07.1997       | 08.1997–05.1999                   | 09.1996–05.1999            |
| Motorkenndaten                              |                            |                            |                       |                                   |                            |
| Motorkennung                                | 4G92                       | 4G93                       | 4G93                  | 4G93                              | F8QT 2                     |
| Motortyp                                    | R4-Ottomotor               | R4-Ottomotor               | R4-Ottomotor          | R4-Ottomotor                      | R4-Dieselmotor             |
| Anzahl Ventile pro Zylinder                 | 4                          | 4                          | 4                     | 4                                 | 2                          |
| Ventilsteuerung                             | OHC, Zahnriemen            | OHC, Zahnriemen            | DOHC, Zahnriemen      | DOHC, Zahnriemen                  | OHC, Zahnriemen            |
| Gemischaufbereitung                         | Saugrohreinspritzung       | Saugrohreinspritzung       | Saugrohreinspritzung  | Common-Rail-Einspritzung          | Wirbelkammer- einspritzung |
| Motoraufladung                              | –                          | –                          | –                     | –                                 | Turbolader, Ladeluftkühler |
| Kühlung                                     | Wasserkühlung              | Wasserkühlung              | Wasserkühlung         | Wasserkühlung                     | Wasserkühlung              |
| Bohrung × Hub                               | 81,0 mm × 77,5 mm          | 81,0 mm × 89,0 mm          | 81,0 mm × 89,0 mm     | 81,0 mm × 89,0 mm                 | 80,0 mm × 93,0 mm          |
| Hubraum                                     | 1597 cm³                   | 1834 cm³                   | 1834 cm³              | 1834 cm³                          | 1870 cm³                   |
| Verdichtungsverhältnis                      | 10,0:1                     | 10,0:1                     | 10,5:1                | 12,5:1                            | 20,5:1                     |
| max. Leistung bei 1/min                     | 66 kW (90 PS) /5500        | 85 kW (115 PS) /5500       | 103 kW (140 PS) /6500 | 92 kW (125 PS) /5500              | 66 kW (90 PS) /4250        |
| max. Drehmoment bei 1/min                   | 137 Nm /4000               | 162 Nm /4500               | 167 Nm /5000          | 174 Nm /3750                      | 176 Nm /2250               |
| Abgasnorm                                   | Euro 2                     | Euro 2                     | Euro 2                | Euro 2                            | Euro 2                     |
| Kraftübertragung                            |                            |                            |                       |                                   |                            |
| Antrieb                                     | Vorderradantrieb           | Vorderradantrieb           | Vorderradantrieb      | Vorderradantrieb                  | Vorderradantrieb           |
| Getriebe, serienmäßig                       | 5-Gang-Schaltgetriebe      | 5-Gang-Schaltgetriebe      | 5-Gang-Schaltgetriebe | 5-Gang-Schaltgetriebe             | 5-Gang-Schaltgetriebe      |
| Getriebe, optional                          | 4-Stufen-Automatikgetriebe | 4-Stufen-Automatikgetriebe | –                     | 4-Stufen- Automatik- getriebe     | –                          |
| Messwerte 3                                 |                            |                            |                       |                                   |                            |
| Höchstgeschwindigkeit                       | 180 km/h                   | 200 km/h                   | 215 km/h              | 205 km/h                          | 180 km/h                   |
| Beschleunigung, 0–100 km/h                  | 12,0 s (14,3 s)            | 10,2 s (12,0 s)            | 9,2 s                 | 10,0 s (11,2 s)                   | 13,2 s                     |
| Kraftstoffverbrauch auf 100 km (kombiniert) | 7,4 l S (7,1 l S)          | 6,9 l S (7,5 l S)          | 6,7 l S               | 5,3 l S (7,3 l S)                 | 6,0 l D                    |
| Bemerkungen                                 |                            |                            |                       |                                   |                            |
|                                             |                            |                            |                       | nicht für E10-Kraftstoff geeignet |                            |

- Die Verfügbarkeit der Motoren war von Modell, Ausstattung und Markt abhängig.

## Carisma (DA2A, 1999–2004)
| Sterne im Euro-NCAP-Crashtest |

Im Frühsommer 1999 wurde der Carisma optisch wie auch technisch stark überarbeitet. Der 1,6-Liter-Benziner leistet jetzt 73 kW (100 PS) und es wurden neue Ausstattungslinien eingeführt: das Standardmodell Classic, der langstreckentaugliche Comfort, die sportliche Avance-Version sowie die gehobene Ausführung namens Elegance.
Im Sommer 2000 wurde der GDI-Motor überarbeitet. Er erhielt ein geändertes Drosselklappengehäuse, andere Motorsoftware sowie eine veränderte Hochdruckpumpeneinheit und leistet nun 90 kW (122 PS). Außerdem wurde der alte Diesel durch zwei neue 1,9-DI-D-Motoren (Commonrail-Diesel) mit entweder 75 kW (102 PS) oder 85 kW (115 PS) aus dem Renault-Regal ersetzt. Sie gelten als besonders laufruhig und sparsam.
Ebenfalls 2000 erschien das Sondermodell Dynamics, das den Höhepunkt der Carisma-Reihe darstellte. Es besaß ein vom Formel-1-Spezialisten Fondmetal (Minardi) entwickeltes Bodykit und 17-Zoll-Felgen und war ausschließlich mit dem GDI-Motor erhältlich. Zeitgleich wurde der 1,6-Liter-Motor erneut optimiert und leistet nun 76 kW (103 PS).
- Heckansicht
- Stufenheck (1999–2002)
- Carisma Dynamics

Im Herbst 2002 erhielt der Carisma erneut ein leichtes Facelift, erkennbar an abgedunkelten Scheinwerfern, neuen Sitzbezügen und silbernen Mitsubishi-Emblemen; zudem wurde das Cockpitdesign verändert (geändertes Lenkradlayout). In Deutschland fiel zeitgleich die Stufenheckversion aus dem Programm. Mitte 2003 wurde der 1,8-l-GDI-Benzindirekteinspritzer aus dem Programm gestrichen.
Ende 2004 wurde die Produktion des Carisma zugunsten des kurz zuvor eingeführten Colt eingestellt, der von diesem Zeitpunkt an bis Ende 2012 in Born vom Band lief. Nachfolger des Carisma wurde der seit Herbst 2003 als Stufenheck und Kombi angebotene Lancer. Trotz größerer Außenmaße bietet der Lancer innen weniger Platz als der Carisma.

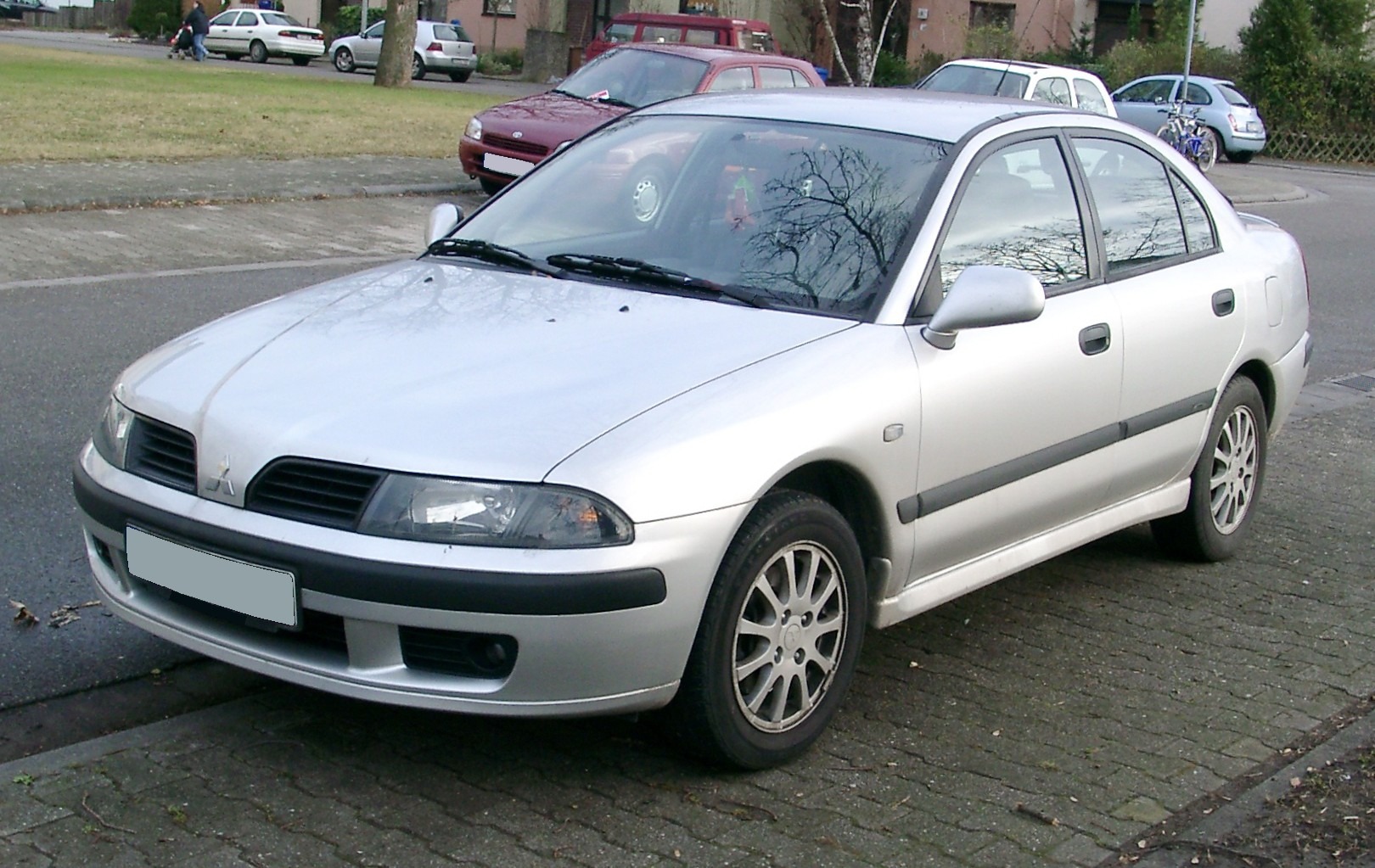
Mitsubishi Carisma Schrägheck (2002–2004)

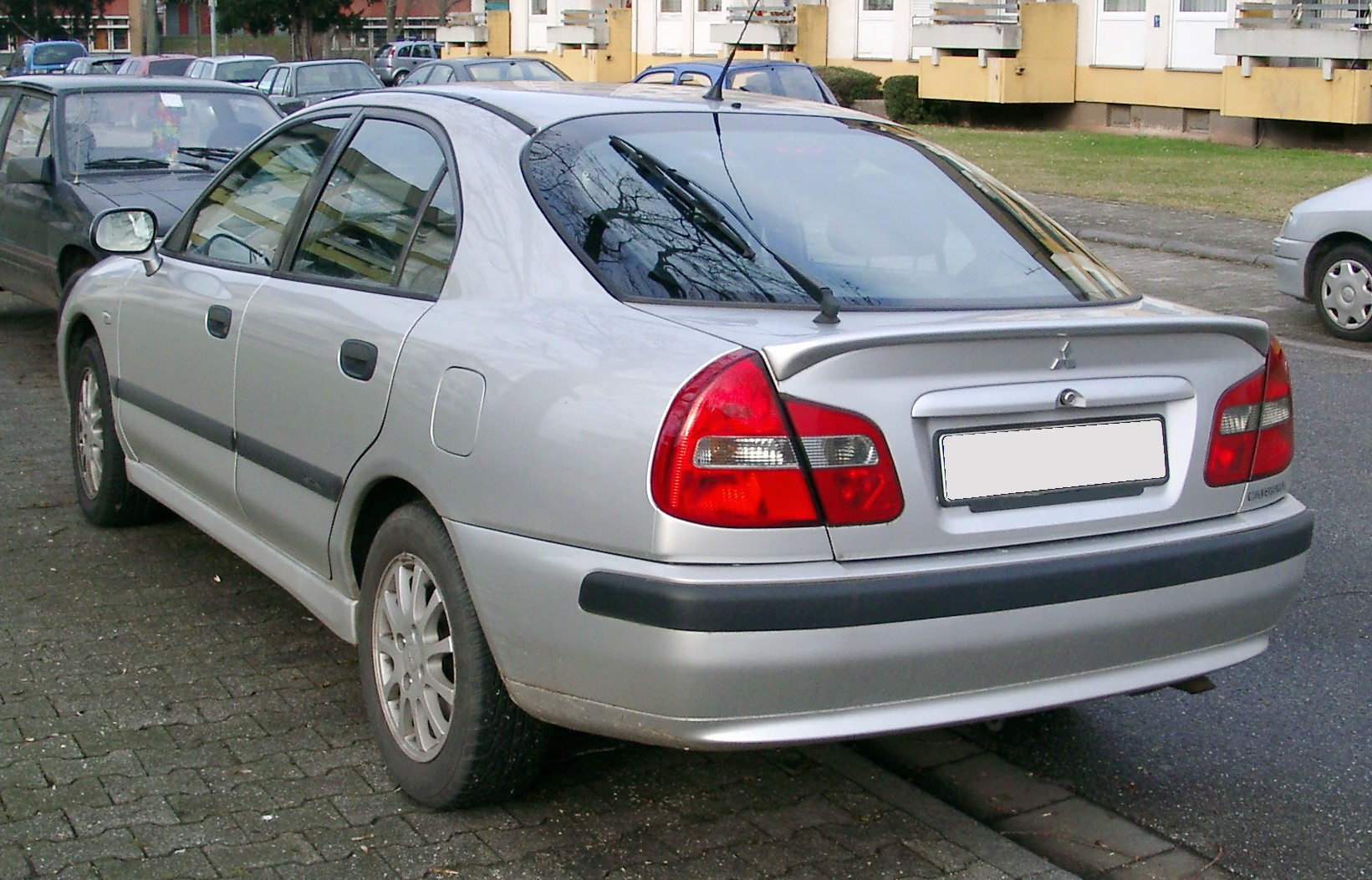
Heckansicht
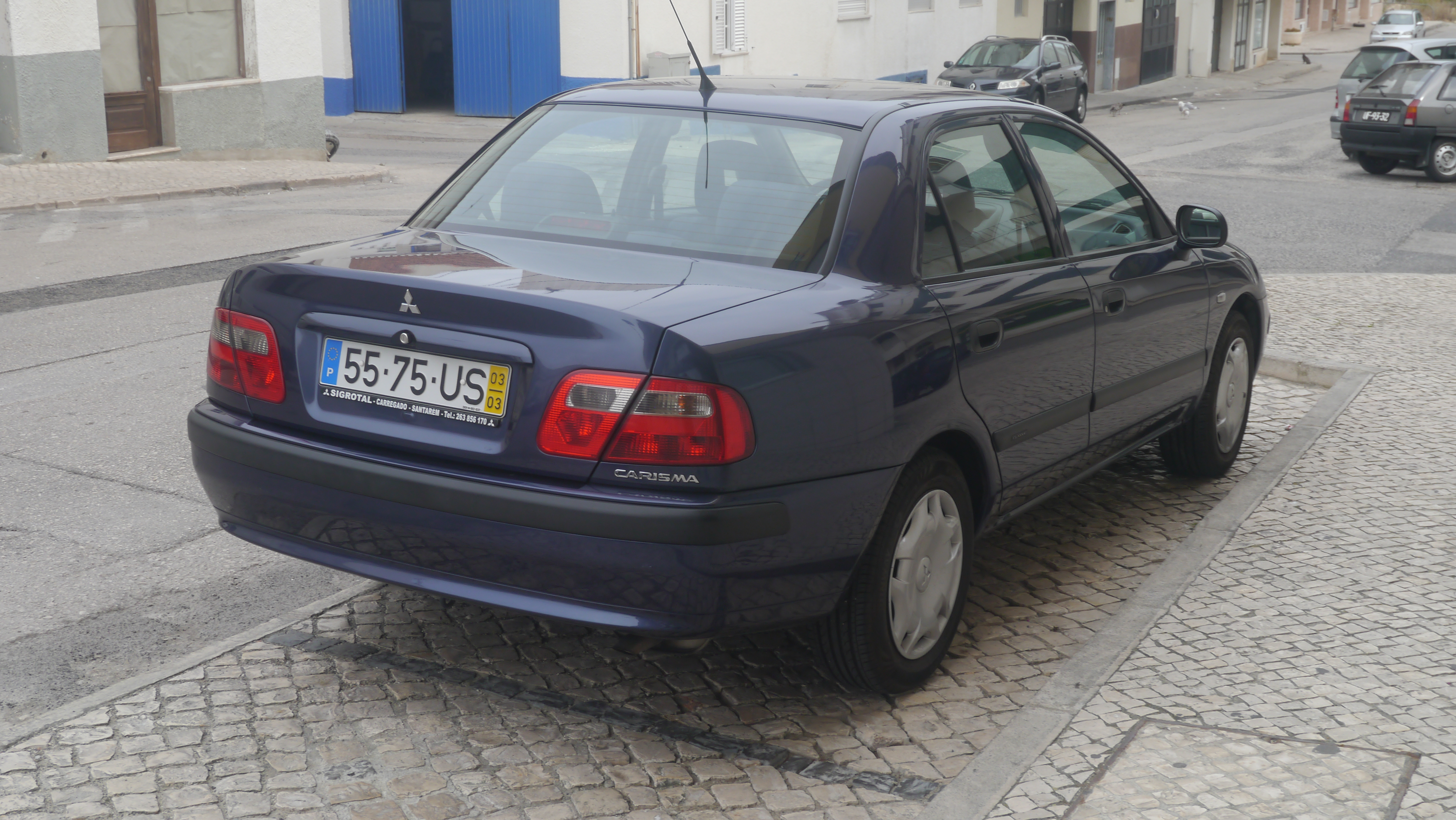
Stufenheck
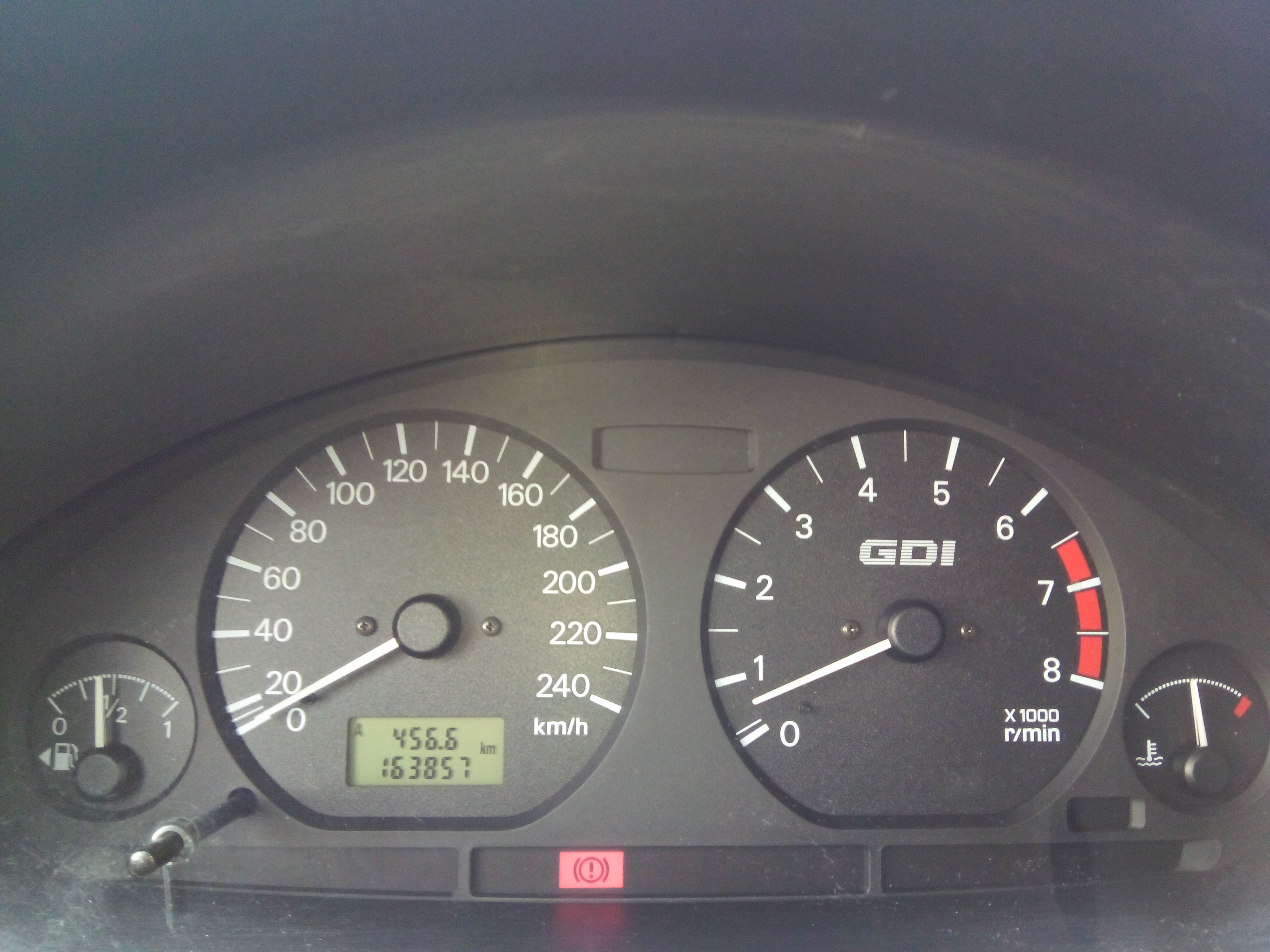
Tachoanzeige in einem Mitsubishi Carisma 1.8 GDI
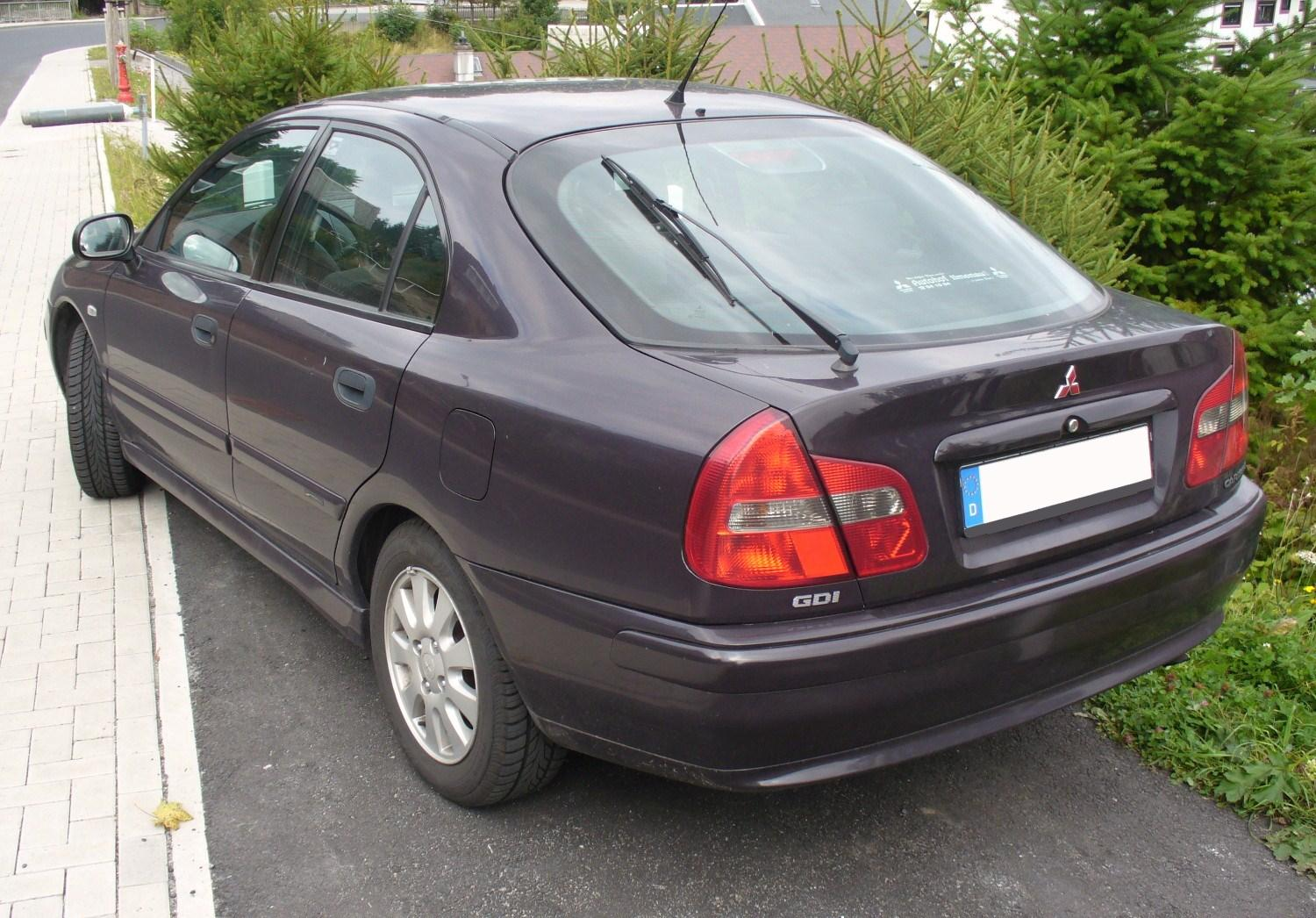
Heckansicht
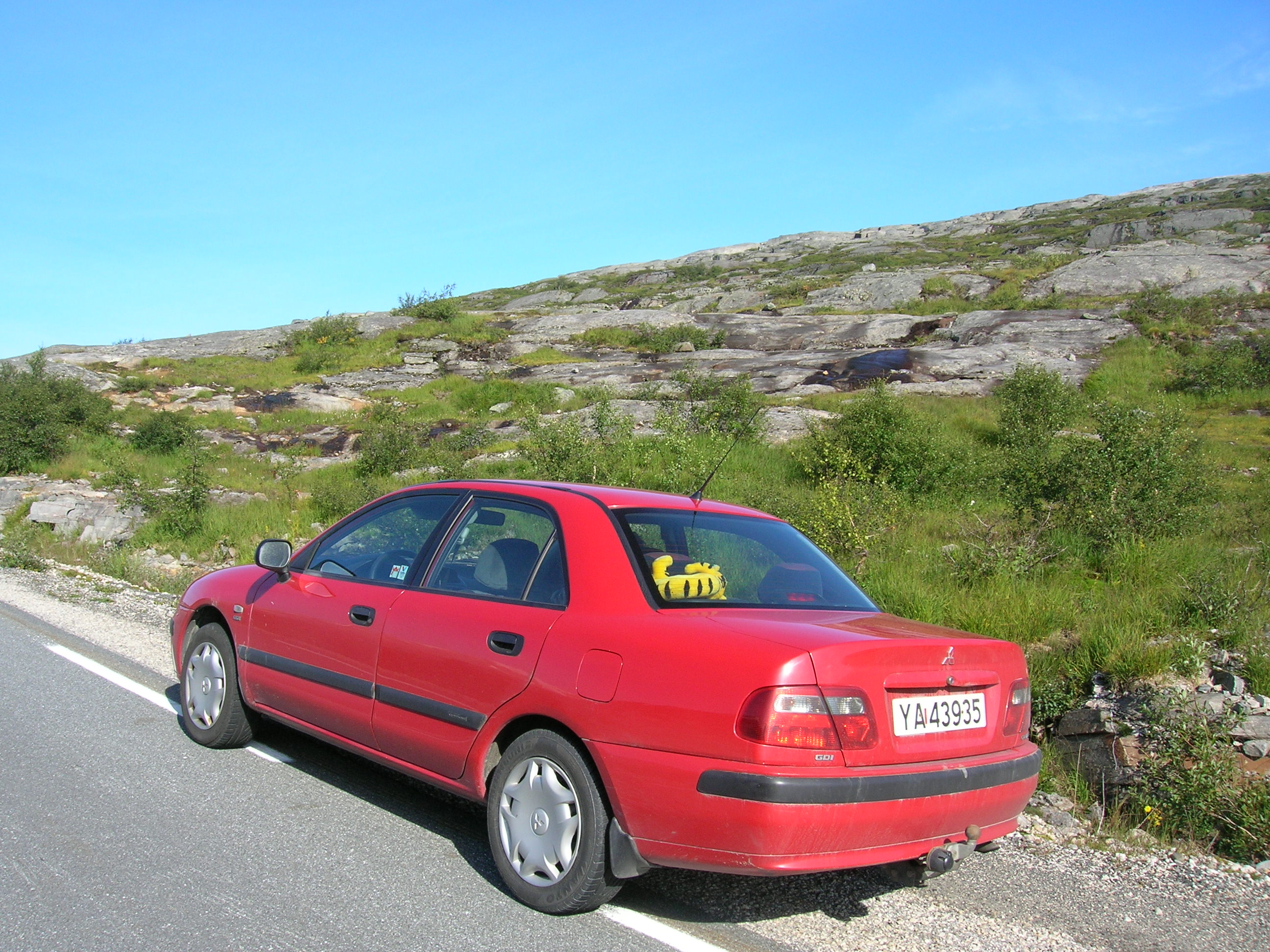
Stufenheck (1999–2002)

- Stufenheck
Tachoanzeige in einem Mitsubishi Carisma 1.8 GDI

Da es den Mitsubishi Lancer von 1999 bis 2003 offiziell in Deutschland nicht gab, wurde der auf ihm basierende Lancer Evolution zeitweise als Carisma GT Evolution verkauft.

### Technische Daten
|                                             | 1.6                        | 1.6                        | 1.8 GDI                           | 1.8 GDI                           | 1.9 TD                     | 1.9 DI-D MP                | 1.9 DI-D HP                |
| Bauzeitraum                                 | 06.1999–07.2000            | 08.2000–12.2004            | 06.1999–07.2000                   | 08.2000–06.2003                   | 06.1999–07.2000            | 08.2000–12.2004            | 08.2000–12.2004            |
| Motorkenndaten                              |                            |                            |                                   |                                   |                            |                            |                            |
| Motorkennung                                | 4G92                       | 4G92                       | 4G93                              | 4G93                              | F8QT 1                     | F9Q1 1                     | F9Q2 1                     |
| Motortyp                                    | R4-Ottomotor               | R4-Ottomotor               | R4-Ottomotor                      | R4-Ottomotor                      | R4-Dieselmotor             | R4-Dieselmotor             | R4-Dieselmotor             |
| Anzahl Ventile pro Zylinder                 | 4                          | 4                          | 4                                 | 4                                 | 2                          | 2                          | 2                          |
| Ventilsteuerung                             | OHC, Zahnriemen            | OHC, Zahnriemen            | DOHC, Zahnriemen                  | DOHC, Zahnriemen                  | OHC, Zahnriemen            | OHC, Zahnriemen            | OHC, Zahnriemen            |
| Gemischaufbereitung                         | Saugrohreinspritzung       | Saugrohreinspritzung       | Common-Rail-Einspritzung          | Common-Rail-Einspritzung          | Wirbelkammer- einspritzung | Common-Rail-Einspritzung   | Common-Rail-Einspritzung   |
| Motoraufladung                              | –                          | –                          | –                                 | –                                 | Turbolader, Ladeluftkühler | Turbolader, Ladeluftkühler | Turbolader, Ladeluftkühler |
| Kühlung                                     | Wasserkühlung              | Wasserkühlung              | Wasserkühlung                     | Wasserkühlung                     | Wasserkühlung              | Wasserkühlung              | Wasserkühlung              |
| Bohrung × Hub                               | 81,0 mm × 77,5 mm          | 81,0 mm × 77,5 mm          | 81,0 mm × 89,0 mm                 | 81,0 mm × 89,0 mm                 | 80,0 mm × 93,0 mm          | 80,0 mm × 93,0 mm          | 80,0 mm × 93,0 mm          |
| Hubraum                                     | 1597 cm³                   | 1597 cm³                   | 1834 cm³                          | 1834 cm³                          | 1870 cm³                   | 1870 cm³                   | 1870 cm³                   |
| Verdichtungsverhältnis                      | 10,0:1                     | 10,0:1                     | 12,0:1                            | 11,6:1                            | 20,5:1                     | 18,3:1                     | 18,3:1                     |
| max. Leistung bei 1/min                     | 73 kW (99 PS) /5750        | 76 kW (103 PS) /6000       | 92 kW (125 PS) /5500              | 90 kW (122 PS) 2 /5500            | 66 kW (90 PS) /4250        | 75 kW (102 PS) /4000       | 85 kW (115 PS) /4000       |
| max. Drehmoment bei 1/min                   | 137 Nm /4000               | 141 Nm /4500               | 174 Nm /3750                      | 174 Nm /3750                      | 176 Nm /2250               | 215 Nm /1700               | 265 Nm /1800               |
| Abgasnorm                                   | Euro 2                     | Euro 3                     | Euro 2                            | Euro 3                            | Euro 2                     | Euro 3                     | Euro 3                     |
| Kraftübertragung                            |                            |                            |                                   |                                   |                            |                            |                            |
| Antrieb                                     | Vorderradantrieb           | Vorderradantrieb           | Vorderradantrieb                  | Vorderradantrieb                  | Vorderradantrieb           | Vorderradantrieb           | Vorderradantrieb           |
| Getriebe, serienmäßig                       | 5-Gang-Schaltgetriebe      | 5-Gang-Schaltgetriebe      | 5-Gang-Schaltgetriebe             | 5-Gang-Schaltgetriebe             | 5-Gang-Schaltgetriebe      | 5-Gang-Schaltgetriebe      | 5-Gang-Schaltgetriebe      |
| Getriebe, optional                          | 4-Stufen-Automatikgetriebe | 4-Stufen-Automatikgetriebe | 4-Stufen-Automatikgetriebe        | 4-Stufen-Automatikgetriebe        | –                          | –                          | –                          |
| Messwerte 3                                 |                            |                            |                                   |                                   |                            |                            |                            |
| Höchstgeschwindigkeit                       | 190 km/h (185 km/h)        | 185 km/h (180 km/h)        | 200 km/h                          | 200 km/h                          | 180 km/h                   | 190 km/h                   | 195 km/h                   |
| Beschleunigung, 0–100 km/h                  | 12,1 s (15,0 s)            | 12,4 s (15,1 s)            | 10,4 s (12,4 s)                   | 10,4 s (12,4 s)                   | 13,2 s                     | 11,9 s                     | 10,4 s                     |
| Kraftstoffverbrauch auf 100 km (kombiniert) | 7,2 l S (8,3 l S)          | 7,3 l S (8,4 l S)          | 6,7 l S (7,6 l S)                 | 6,7 l S (7,6 l S)                 | 6,0 l D                    | 5,4 l D                    | 5,4 l D                    |
| CO2-Emission (kombiniert)                   | 170 g/km (196 g/km)        | 170 g/km (196 g/km)        | 161 g/km (183 g/km)               | 161 g/km (183 g/km)               | 158 g/km                   | k. A.                      | k. A.                      |
| Bemerkungen                                 |                            |                            |                                   |                                   |                            |                            |                            |
|                                             |                            |                            | nicht für E10-Kraftstoff geeignet | nicht für E10-Kraftstoff geeignet |                            |                            | mit VTG-Turbolader         |

- Die Verfügbarkeit der Motoren war von Modell, Ausstattung und Markt abhängig.

## Chronologie
1995
August:
- Markteinführung des Carisma als Fließheck mit folgenden Motoren:

1,6 (66 kW/90 PS)
1,8 (85 kW/115 PS)
1,8 MSX (103 kW/140 PS, nicht auf dem deutschen Markt)
1996
September:
- Einführung des Stufenheckversion.
- Einführung 1,9-Liter-Turbodiesel mit 66 kW (90 PS) im Fließheck.
- Beifahrerairbag und ABS für alle Modelle serienmäßig.

1997
August:
- Einführung des Benzin-Direkteinspritzer-Motors 1,8 GDI mit einer Leistung von 92 kW (125 PS). Das Aggregat löste den bisherigen 1,8 mit 85 kW (115 PS) sowie den nicht in Deutschland angebotenen 1,8 MSX mit 103 kW (140 PS) ab.
- Seitenairbags für alle Modelle serienmäßig.

1999
Juni:
- Umfassende Modellpflege
- 1,6-Liter-Benziner leistet jetzt 73 kW (99 PS).

2000
August:
- Neue Motoren:
  - 1,6-Liter-Benziner jetzt mit 76 kW (103 PS).
  - 1,8-Liter-Benzindirekteinspritzer (GDI) mit Schaltgetriebe verfügt nun über 90 kW (122 PS).
- Alter Turbodiesel mit 66 kW (90 PS) wird durch zwei neue Common-Rail-Motoren mit 75 kW (102 PS) bzw. 85 kW (115 PS) abgelost.

2002
Oktober:
- Leichtes Facelift (u. a. dunkel abgesetzte Scheinwerfer und silberne Marken-Logos)
- Stufenheckversion entfällt

2003
Juni:
- Entfall des 1,8 GDI.

2004
Dezember:
- Die Baureihe wird zu Gunsten des im Herbst 2003 erschienenen Lancer eingestellt.